# Tomalacaté
Tomalacaté es el álbum debut del grupo español Papa Levante. Fue lanzado en febrero de 2001 por la discográfica Muxxic, división de Granvía Musical. Hasta la fecha el álbum ha vendido más de 300.000 copias, consiguiendo el triple disco de platino.

## Antecedentes, grabación y promoción
El grupo fue descubierto en el 2000 por el productor José Luis de Carlos, colaborador de artistas de la talla de Cecilia, Isabel Pantoja, Rocío Jurado o Las Grecas. A partir de entonces el proyecto fue sacado adelante por el productor José Miguel Évora, padre de la integrante Gala que se erigió como portavoz habitual del grupo durante su recorrido. 
El álbum se grabó a lo largo de ese año entre Sevilla y Madrid con una fusión de sonidos pop, flamenco y árabes, algo que las Papa Levante describrieron como "pop andalusí". Todas las canciones fueron escritas y compuestas íntegramente por el propio Évora y Carmen Blanco Zambrano a excepción de Para que me quisieras y Toma Papa Levante, versionando esta última el canto tradicional "Toma que toma" popularizado un año antes por la niña Conchi Cortés para el disco benéfico Canciones de la inocencia de UNICEF. Siguiendo este espíritu popular, el título del álbum hace referencia a un antiguo juego de comba.
La promoción del disco comenzó en octubre del 2000 con el lanzamiento del primer sencillo promocional, Ya Habibi. Durante los meses posteriores el grupo continuó con la promoción del primer sencillo oficial, Me pongo colorada, en programas y galas de fin de año coincidiendo con la temporada navideña. El disco fue lanzado en febrero de 2001, y alrededor de esa fecha se estrenó el segundo sencillo Practicar sexo. En junio el álbum ya había alcanzado las 200.000 copias vendidas, lo que otorgó a Tomalacaté y Me pongo colorada los títulos de disco y canción del verano, respectivamente. Ese mes Se me va la cabeza también sonó en la radio, pero nunca fue lanzada oficialmente. Antes de terminar el año se lanzó un segundo sencillo promocional, Me llamas loca, acompañado de un disco de remixes. Adicionalmente, entre mayo y octubre el grupo realizó una gira por municipios de toda España, y durante Navidad el álbum fue reeditado de forma limitada con un CD extra titulado La Navidad de Papa Levante, un popurrí de villancicos populares adaptados y arreglados por José Miguel Évora. 

## Lista de canciones
| Tomalacaté |                         |                                           |          |  |
| N.º        | Título                  | Escritor(es)                              | Duración |  |
| 1.         | «Ya Habiby»             | Carmen Blanco Zambrano, José Miguel Évora | 3:53     |  |
| 2.         | «Se Me Va La Cabeza»    | Zambrano, Évora                           | 3:13     |  |
| 3.         | «Tomalacaté»            | Zambrano, Évora                           | 3:34     |  |
| 4.         | «Me Pongo Colorada»     | Zambrano, Évora                           | 4:13     |  |
| 5.         | «Para Que Me Quisieras» | Zambrano, Évora, popular                  | 3:41     |  |
| 6.         | «Me Llamas Loca»        | Zambrano, Évora                           | 3:58     |  |
| 7.         | «Jacaranda»             | Zambrano, Évora                           | 4:27     |  |
| 8.         | «Practicar Sexo»        | Zambrano, Évora                           | 3:34     |  |
| 9.         | «Mala Lengua»           | Zambrano, Évora                           | 3:16     |  |
| 10.        | «Una De Cai»            | Zambrano, Évora                           | 4:02     |  |
| 11.        | «Toma Papa Levante»     | José Miguel Évora, Borja Évora, popular   | 3:33     |  |

| La Navidad de Papa Levante |                                                               |          |  |
| N.º                        | Título                                                        | Duración |  |
| 1.                         | «La Navidad de Papa Levante (Villancicos)» (Radio Edit)       | 4:07     |  |
| 2.                         | «La Navidad de Papa Levante (Villancicos)» (versión completa) | 10:17    |  |

## Gira
Durante el verano de 2001 el grupo realizó una gira por toda España. Si bien se centró en Andalucía, también organizaron conciertos en municipios de la Comunidad Valenciana, Castilla y León, Islas Baleares, Catanuña, Madrid, Navarra, Galicia, Castilla-La Mancha, Cantabria, Murcia, Melilla e Islas Canarias. La gira contó con 49 fechas entre mayo y octubre de ese año y consiguió atraer a más de 800.000 espectadores.
| Fecha            | Ciudad                | Provincia/Comunidad | Localización                  |
| ---------------- | --------------------- | ------------------- | ----------------------------- |
| 18 de mayo       | Los Barrios           | Cádiz               | Plaza de toros                |
| 24 de mayo       | Alhaurin El Grande    | Málaga              | Caseta municipal              |
| 26 de mayo       | Almazora              | Castellón           | Carpa municipal               |
| 31 de mayo       | Salamanca             | Salamanca           | Auditorio municipal           |
| 2 de junio       | Jaén                  | Jaén                | Auditorio municipal           |
| 6 de junio       | Marbella              | Málaga              | Caseta municipal              |
| 16 de junio      | Frigiliana            | Málaga              | Polideportivo municipal       |
| 17 de junio      | Mijas                 | Málaga              | Caseta municipal              |
| 20 de junio      | Palma de Mallorca     | Islas Baleares      | Parque público                |
| 23 de junio      | Barcelona             | Barcelona           | Isla Fantasía                 |
| 23 de junio      | Las Palmas            | Las Palmas          | Plaza de San Juan             |
| 26 de junio      | Segovia               | Segovia             | Plaza Azuquejo                |
| 27 de junio      | Zamora                | Zamora              | Plaza de toros                |
| 30 de junio      | Arroyo de la Miel     | Málaga              | Caseta municipal              |
| 5 de julio       | Madrid                | Madrid              | Parque de Atracciones         |
| 6 de julio       | Puerto de la Torre    | Málaga              | Caseta municipal              |
| 7 de julio       | Jimena de la Frontera | Cádiz               | Campo de fútbol               |
| 9 de julio       | Pamplona              | Navarra             | Paseo de Zarzate              |
| 12 de julio      | Cádiz                 | Cádiz               | San Felipe Neri               |
| 13 de julio      | Benidorm              | Alicante            | Plaza de Virgen de las Flores |
| 14 de julio      | Vélez-Málaga          | Málaga              | Paseo de Andalucía            |
| 20 de julio      | Mengibar              | Jaén                | Piscina Municipal             |
| 21 de julio      | Medina Sidonia        | Cádiz               |                               |
| 24 de julio      | Guadamar de Segura    | Alicante            | Campo de fútbol               |
| 26 de julio      | Conil                 | Cádiz               | Carpas de verano              |
| 28 de julio      | Lantejuela            | Sevilla             | Campo de fútbol               |
| 1 de agosto      | Ferrol                | La Coruña           | Parque Reina Sofía            |
| 4 de agosto      | Níjar                 | Almería             | Sala La Rocca                 |
| 5 de agosto      | Montoro               | Córdoba             | Plaza de toros                |
| 9 de agosto      | Laredo                | Cantabria           | Pabellón polideportivo        |
| 11 de agosto     | Sanlúcar de Barrameda | Cádiz               | Teatro municipal              |
| 13 de agosto     | Manilva               | Málaga              | Caseta municipal              |
| 14 de agosto     | Conil                 | Cádiz               | Caseta municipal              |
| 16 de agosto     | Gibraleón             | Huelva              | Auditorio municipal           |
| 18 de agosto     | Puerto Serrano        | Cádiz               | Campo de fútblol              |
| 24 de agosto     | Pinos Puente          | Granada             | Escuelas municipales          |
| 25 de agosto     | Martos                | Jaén                | Auditorio                     |
| 26 de agosto     | Benalmádena           | Málaga              | Tivoli                        |
| 1 de septiembre  | Melilla               | Melilla             | Caseta municipal              |
| 3 de septiembre  | Pozuelo de Alarcón    | Madrid              | Auditorio Torreón             |
| 4 de septiembre  | Alcázar de San Juan   | Ciudad Real         | Plaza de toros                |
| 5 de septiembre  | Lucena                | Córdoba             | Caseta municipal              |
| 7 de septiembre  | Coria del Río         | Sevilla             | Piscina municipal             |
| 8 de septiembre  | Villacarrillo         | Jaén                | Caseta municipal              |
| 9 de septiembre  | Lorca                 | Murcia              | Santuario Virgen de la Huerta |
| 16 de septiembre | Tenerife              | Tenerife            | La Laguna                     |
| 21 de septiembre | Talavera de la Reina  | Toledo              | Plaza de la Comarca           |
| 28 de septiembre | Armilla               | Granada             | Caseta municipal              |
| 6 de octubre     | Salobreña             | Granada             | Casa Roja                     |

## Premios y nominaciones
| Año  | Ceremonia de premiación | Premio                                   | Resultado | Ref.  |
| ---- | ----------------------- | ---------------------------------------- | --------- | ----- |
| 2001 | Premios Ondas           | Mejor artista o grupo revelación español | Ganador   | [ 9 ] |